# Alby (stacja metra)

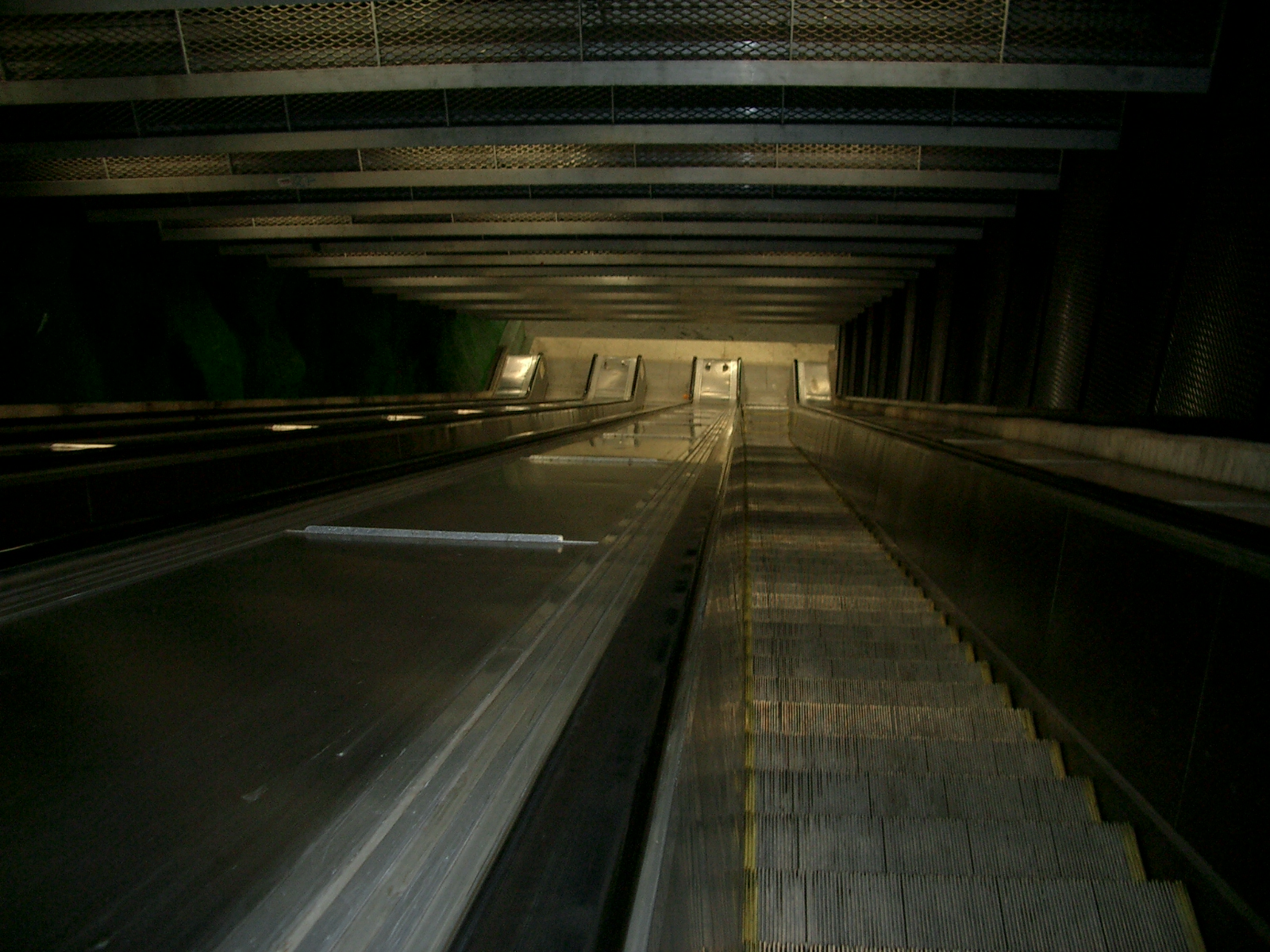
Schody ruchome

Alby – podziemna stacja sztokholmskiego metra, leży w gminie Botkyrka, w dzielnicy Alby. Na czerwonej linii metra T13, między Hallundą a Fittją. Dziennie korzysta z niej około 5 600 osób.
Stacja znajduje się na głębokości 25 metrów, na północ od Albyvägen. Posiada dwa wyjścia zlokalizowane przy Langsmansbacken i przy Alby centrum. 
Otworzono ją 12 stycznia 1975 jako 76. stację w systemie wraz z oddaniem do użytku odcinka Fittja-Norsborg. Posiada dwa perony z trzema krawędziami, perony utrzymane są w kolorze zielonym. Projektantem stacji jest Michael Granit.

## Sztuka
- Hemligheternas grotta (pol. Pieczara sekretów), liczne, wielokolorowe symbole i znaki na zielonych ścianach, Olle Ängkvist, 1975[3]

## Czas przejazdu
| Linia | Stacja   | Czas przejazdu | Stacja                                                    | Czas przejazdu                     |
| T13   | Ropsten  | 41 min         | Liljeholmen Slussen Gamla stan T-Centralen Östermalmstorg | 23 min 29 min 31 min 33 min 35 min |
| T13   | Norsborg | 3 min          | Liljeholmen Slussen Gamla stan T-Centralen Östermalmstorg | 23 min 29 min 31 min 33 min 35 min |

## Otoczenie
W otoczeniu stacji znajdują się:
- Alby centrum
- Alby skolan
- Albyhallen
- Alby gård
- Rotemannen
- Subtopia
- Alby äng äldreboende
- Grindtorpsskolan
- Kvarnhagsskolan